# ترانه نیل
«ترانه نیل» (به انگلیسی: The Nile Song) نام تک‌آهنگی از گروه پراگرسیو راک پینک فلوید است که در سال ۱۹۶۹ در آلبوم بیشتر منتشر شد. این آهنگ را راجر واترز نوشته است. اندی کِلمن از آل میوزیک «ترانه نیل» را یکی از هوی متال‌ترین آهنگ‌های گروه پینک فلوید می‌داند که ضبط شده است. «ترانه نیل» توسط گروه‌هایی نظیر وُیوُد و نِکروس کاور شده است.

## ترکیب بندی
اندی کلمن از AllMusic احساس می‌کند که «آهنگ نیل» «یکی از سنگین‌ترین آهنگ‌هایی است که گروه تا کنون ضبط کرده است».پیشروی آکورد مجموعه‌ای از مدولاسیون‌ها است که از A شروع می‌شود و سپس با هر تکرار یک پله کامل بالا می‌رود، از شش کلید مختلف عبور می‌کند، به نقطه شروع A برمی‌گردد و با محو شدن آهنگ این الگو را ادامه می‌دهد. سبک این آهنگ به عنوان هوی متال، اسید راک و هارد راک توصیف شده است.

## سازندگان و مشارکت کنندگان
- راجر واترز -گیتار بیس
- نیک میسن - درام
- دیوید گیلمور - گیتار، خواننده